# Benoît Fromanger
Benoît Fromanger (* 26. Mai 1959 in Paris) ist ein französischer Dirigent, Flötist und Musikpädagoge.

## Leben und Wirken
Fromanger studierte Flöte bei Roger Bourdin am Conservatoire National in Versailles (Goldmedaille) und setzte seine Ausbildung am Conservatoire de Paris bei Alain Marion und Jean-Pierre Rampal fort. Erhielt er den Ersten Preis des Konservatoriums. Anschließend wurde er Erster Soloflötist des Orchestre de l’Opéra de Paris, danach des Symphonieorchesters des Bayerischen Rundfunks; zudem war er Mitglied des Orchestre National du Capitole de Toulouse und trat als Gast der Berliner Philharmoniker, des Chamber Orchestra of Europe und des Orchesters der Bayreuther Festspiele auf. Zu den Dirigenten, mit denen er zusammenarbeitete, zählen Lorin Maazel, Leonard Bernstein, Bernard Haitink, Zubin Mehta, Wolfgang Sawallisch, Carlo Maria Giulini, Daniel Barenboim, Pierre Boulez, Colin Davis, Georg Solti, Carlos Kleiber, Riccardo Muti und Mariss Jansons.
Als Kammermusiker war Fromanger Mitglied verschiedener Ensembles und trat mit Künstlern wie András Schiff, Jessye Norman, Carolyn Carlson, François Leleux, Katia und Marielle Labèque, Maxim Vengerov, Sting, Mischa Maisky, Claude Bolling, Juliette Hurel, Alessandro Barrico, Viktoria Mullova, Corina Belcea, İdil Biret, Mariko Harada, Wenzel Fuchs, Hans-Georg Rickenbacher, Ozier Aydin, Naoko Shimizu, Bertrand Chamayou, Eric Schumann, Bernard Soustrot, David Guerrier, Richard Galliano und Gérard Depardieu auf.
Als Dirigent leitete er bei verschiedenen Festivals u. a. das  Orchester Metropolitan in Montréal, die Virtuosen von Kuhmo (Finnland), das Ljubljana Radio Philharmonie Orchester, das Georgian Philharmonic Orchestra, das Amazonas Philharmonic Manaus, die Rheinische Philharmonie Koblenz und das Radio-TV Swiss Italiana Orchestra Lugano und ist seit 2011 musikalischer Leiter des Symphonieorchesters von Bukarest.
Unter der Leitung von Francois-Xavier Roth spielte Fromanger 1997 die Uraufführung des Flötenkonzertes von Claude Pascal und 2006 von Philippe Hurel. Er realisierte, als Dirigent, Aufnahmen für verschiedene Plattenlabels, darunter die Cantatas von Thierry Machuel und die weltweit erste Aufnahme des Orchesterwerkes von Mel Bonis. Er wurde u. a. mit dem Grand Prix de l’Académie Charles Cros, dem Grand Prix du Disque und 2000 mit dem Diapason d’or ausgezeichnet. Seit 2004 ist er Professor für Flöte an der Hochschule für Musik „Hanns Eisler“ Berlin.